# Mustanniemenlahti
Mustanniemenlahti är en vik i Finland. Den ligger i Haukipudas i landskapet Norra Österbotten, i den centrala delen av landet, 600 km norr om huvudstaden Helsingfors.